# Cattedrale di Litoměřice
La cattedrale di Santo Stefano, anche nota come cattedrale di Litoměřice (in ceco Katedrála svatého Štěpána), è la chiesa cattolica maggiore di Litoměřice e cattedrale della diocesi di Litoměřice. L'edificio attuale fu costruito nel XVII secolo su un precedente edificio gotico, dagli architetti Giovanni Domenico Orsi de Orsini e Giulio Broggio.

## Altri progetti

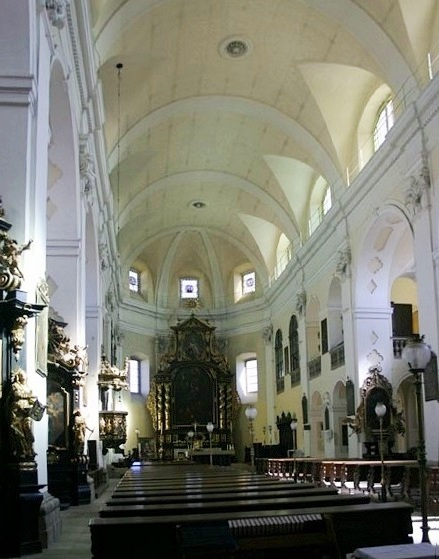
L'interno della cattedrale